# 발디미르의 선택
발디미르의 선택(Moscow On The Hudson)은 미국에서 제작된 폴 마줄스키 감독의 1984년 코미디, 드라마 영화이다. 로빈 윌리엄스 등이 주연으로 출연하였고 폴 마주르스키 등이 제작에 참여하였다.

## 출연

### 주연
- 로빈 윌리엄스

### 조연
- 마리아 콘치타 알론소
- 클레번트 데릭스
- 알레한드로 레이

## 제작진
- 공동제작: 파토 구즈먼
- 협력프로듀서: 제프리 테일러
- 미술: 파토 구즈먼
- 의상: 알버트 울스키
- 배역: 조이 토드